# 穆雷半島
穆雷半島（英語：Murray Foreland）是南極洲的半島，位於瑪麗伯德地，長37公里、寬18公里，是馬丁半島的西北部，以該國地質學家命名，現時由南極條約體系管理。
74°0′S 114°30′W / 74.000°S 114.500°W